# Oreoloma violaceum
Oreoloma violaceum är en korsblommig växtart som beskrevs av Viktor Petrovitj Botjantsev. Oreoloma violaceum ingår i släktet Oreoloma och familjen korsblommiga växter. Inga underarter finns listade i Catalogue of Life.